# Почесне місце (геральдика)
Почесне місце — геральдичний термін на позначення місця в гербі, де можна розмістити почесний щит.
Це середина ряду пошани. Це другий з п'яти рядів, який лежить під главою щита і був створений, коли щит розділили чотири рази. Її також називають грудним рядом, середньою грудною зоною. Це простір над центром щита.
Інші ряди — це ряд серця з центром у середині герба, а перед підніжжям щита — ряд пупка з центральним пупком. На останній розміщений пупковий щиток.